# Musée des Beaux-Arts de Lons-le-Saunier
Pour les articles homonymes, voir Musée des beaux-arts.
Le musée des Beaux-Arts de Lons-le-Saunier est un musée des beaux-arts labellisé « Musée de France », fondé en 1817 à Lons-le-Saunier dans le Jura en Franche-Comté.

## Historique
En 1817 le musée des Beaux-Arts de Lons-le-Saunier est fondé dans une aile de l'hôtel de ville, place Philibert de Chalon, avec deux sections et un fonds de 350 sculptures du XIXe siècle.

## Collections

### Sculpture
La salle du rez-de-chaussée est principalement consacrée au sculpteur académique jurassien Jean-Joseph Perraud (1819-1876) qui a légué au musée une partie de ses réalisations, ainsi que sa collection personnelle.

Vues du rez-de-chaussée
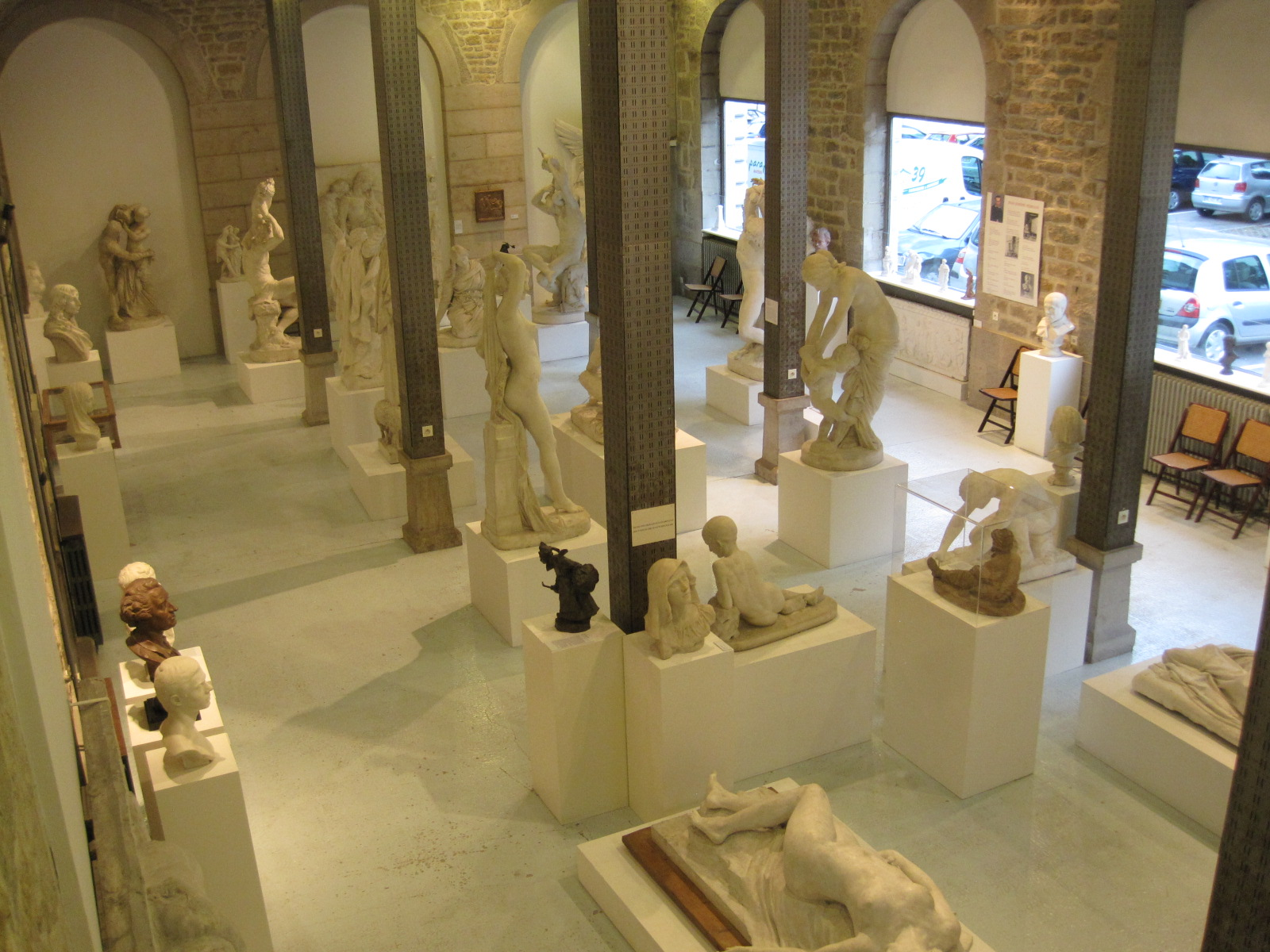
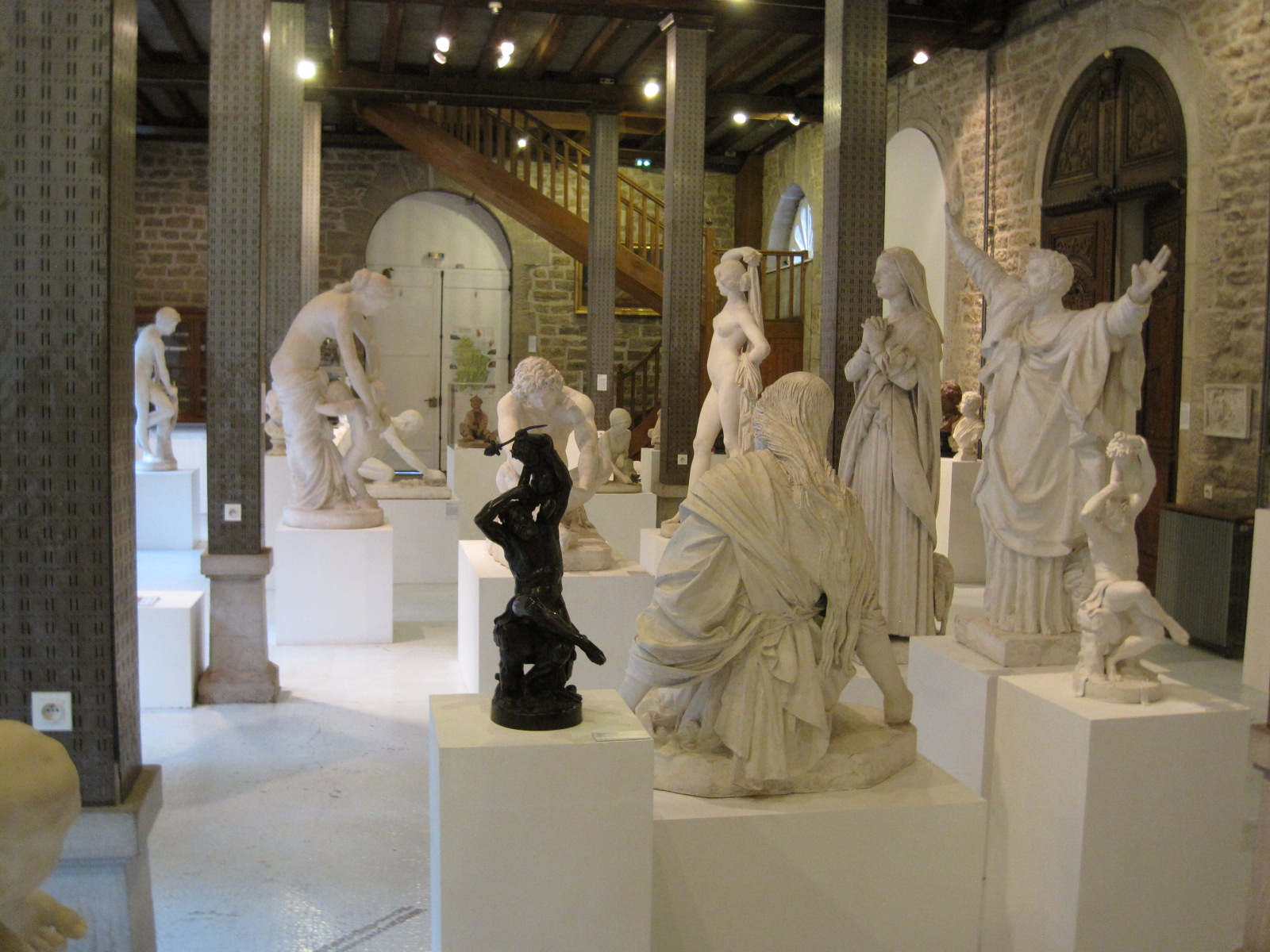

Elle expose également des sculptures de Max Claudet, Claude Dejoux, Emmanuel Frémiet, Étienne Maurice Falconet, Louis Léopold Chambard, Victor Huguenin, Marguerite Syamour, Antoine Étex, Jean Jules Cambos…

Œuvres de Jean-Joseph Perraud
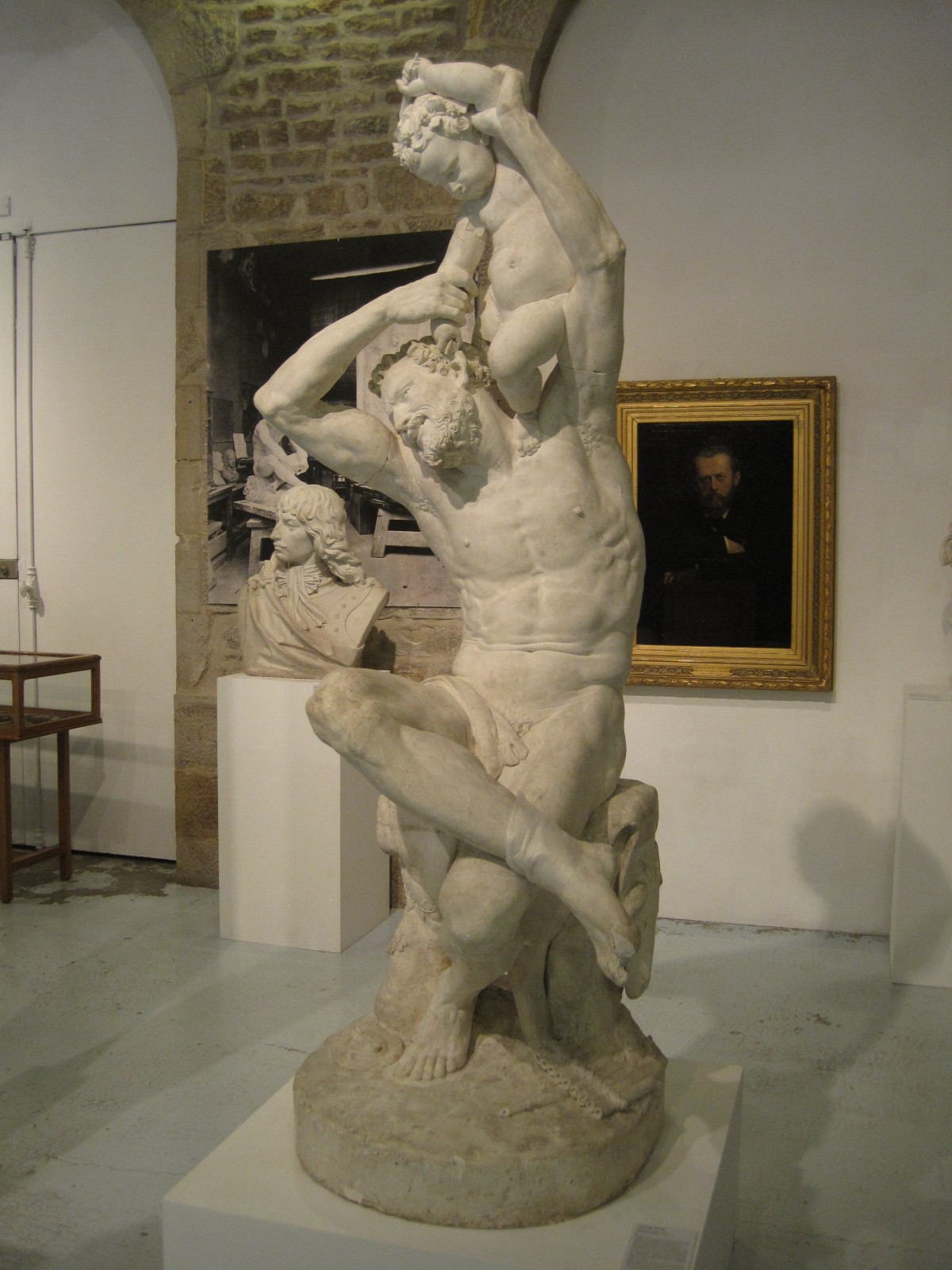
L'Enfance de Bacchus.
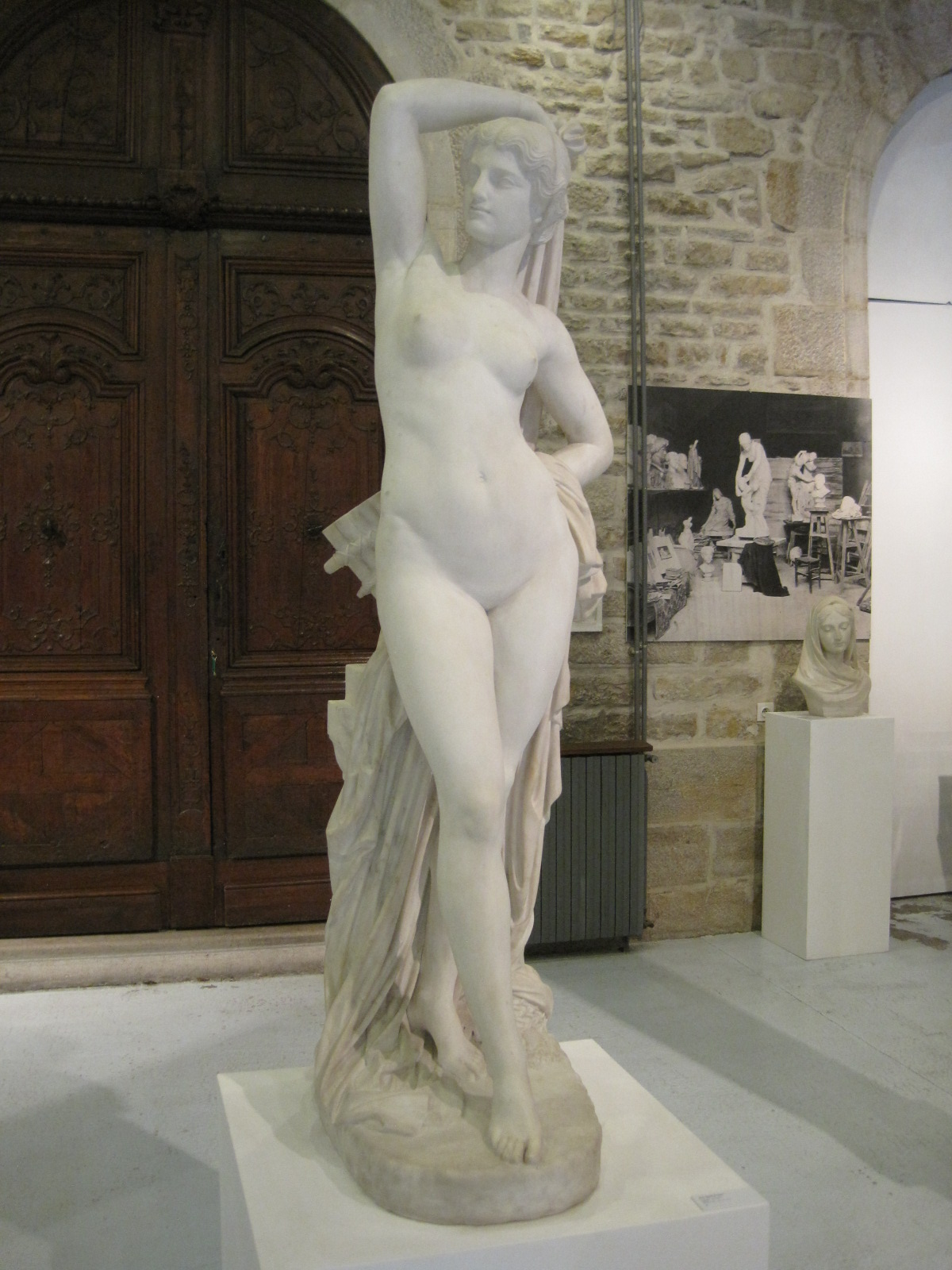
La Nymphe Galatée.

### Peinture
La section peinture du premier étage présente une trentaine d'œuvres des écoles française (Gustave Courbet, François-André Vincent, Pierre-Charles Le Mettay, Auguste Pointelin, Nicolas-Bernard Lépicié, Alexandre Cabanel...), nordique (Pieter Brueghel le Jeune, Adriaen Pietersz van de Venne…), italienne (Pietro della Vecchia, Luca Giordano…)…

Vues de la salle de peinture
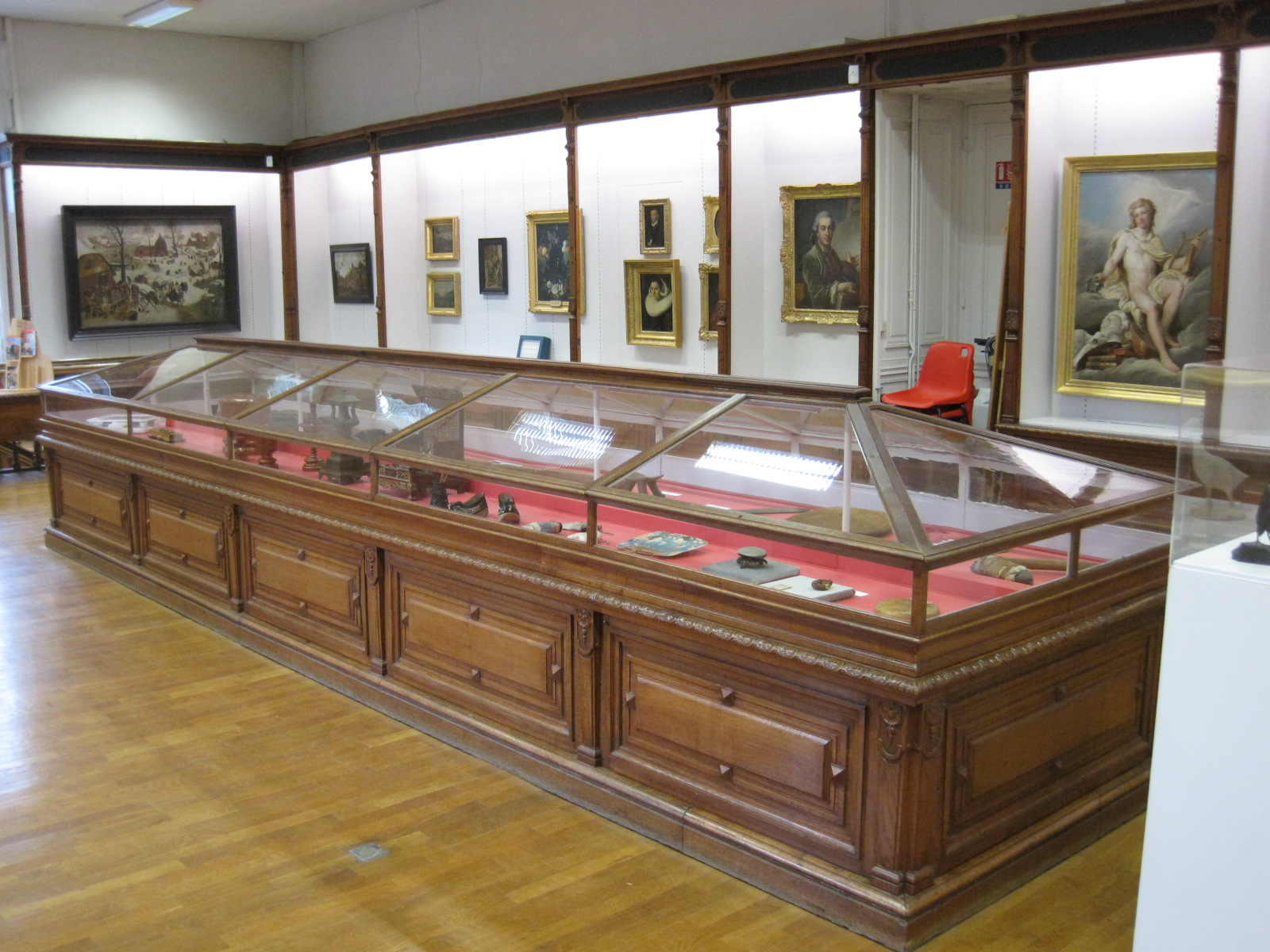
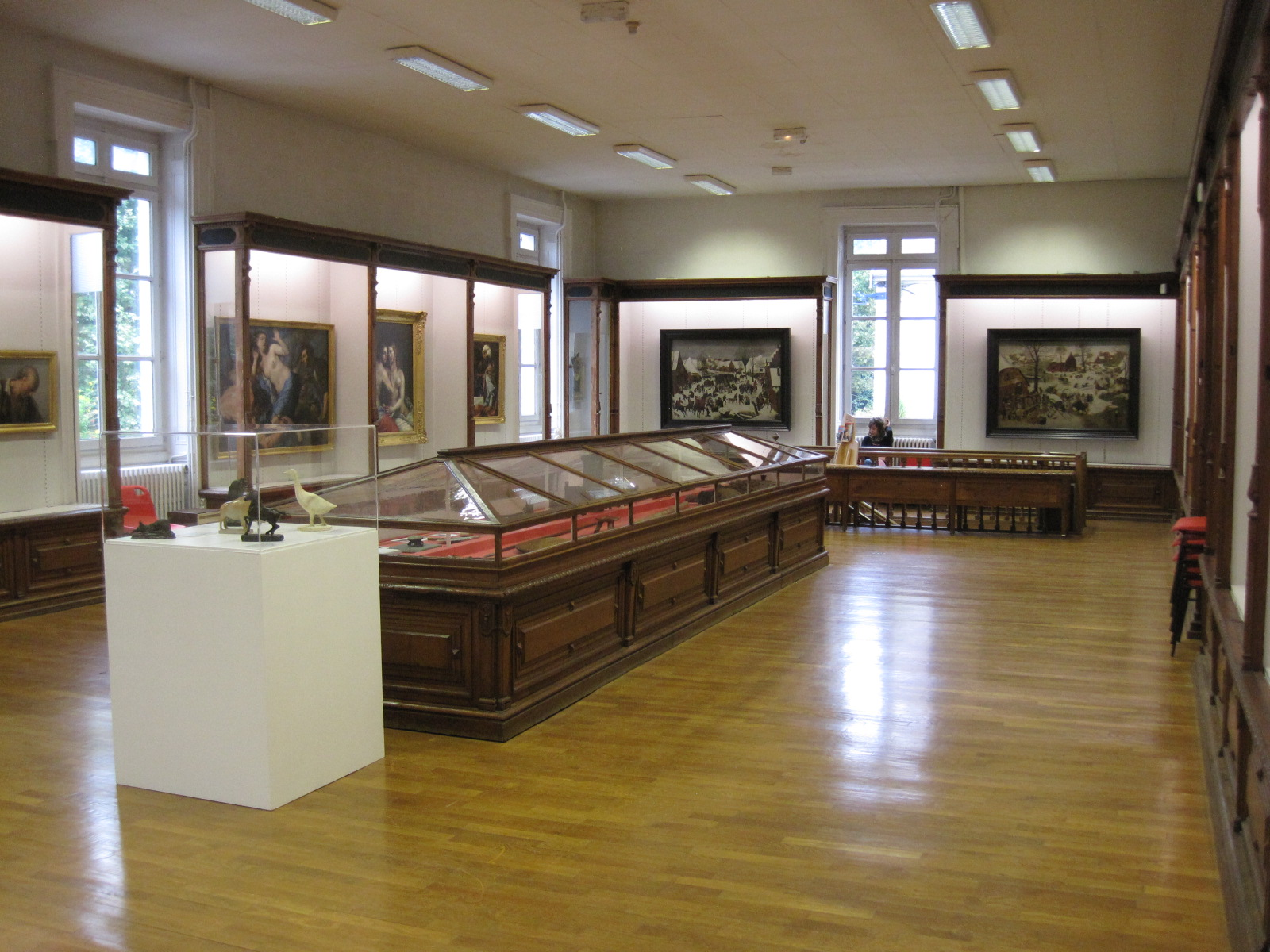
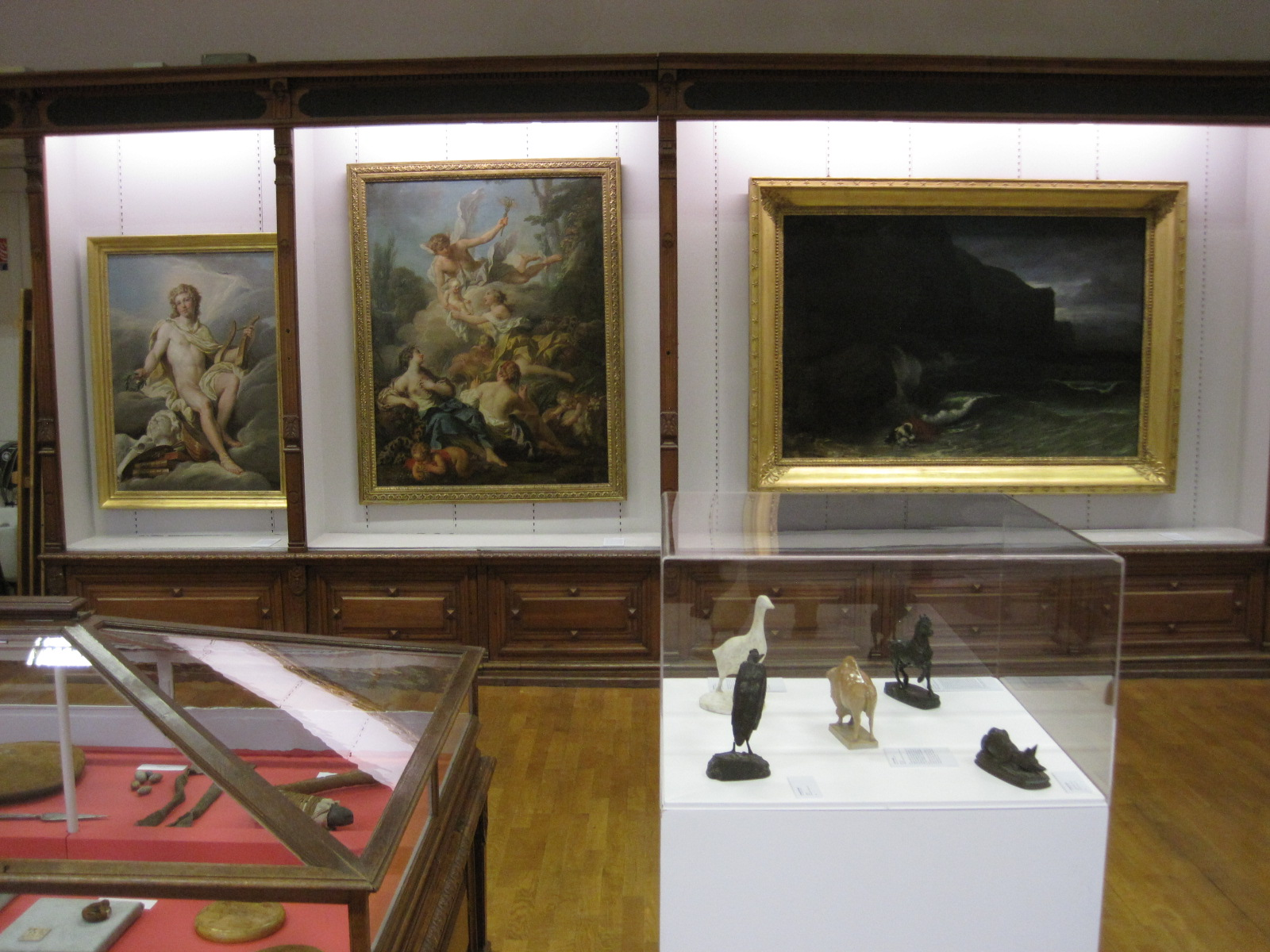

Au centre de la salle sont présentées quelques pièces de la collection d’ethnographie extra-européenne du musée.

Quelques œuvres de la salle de peinture
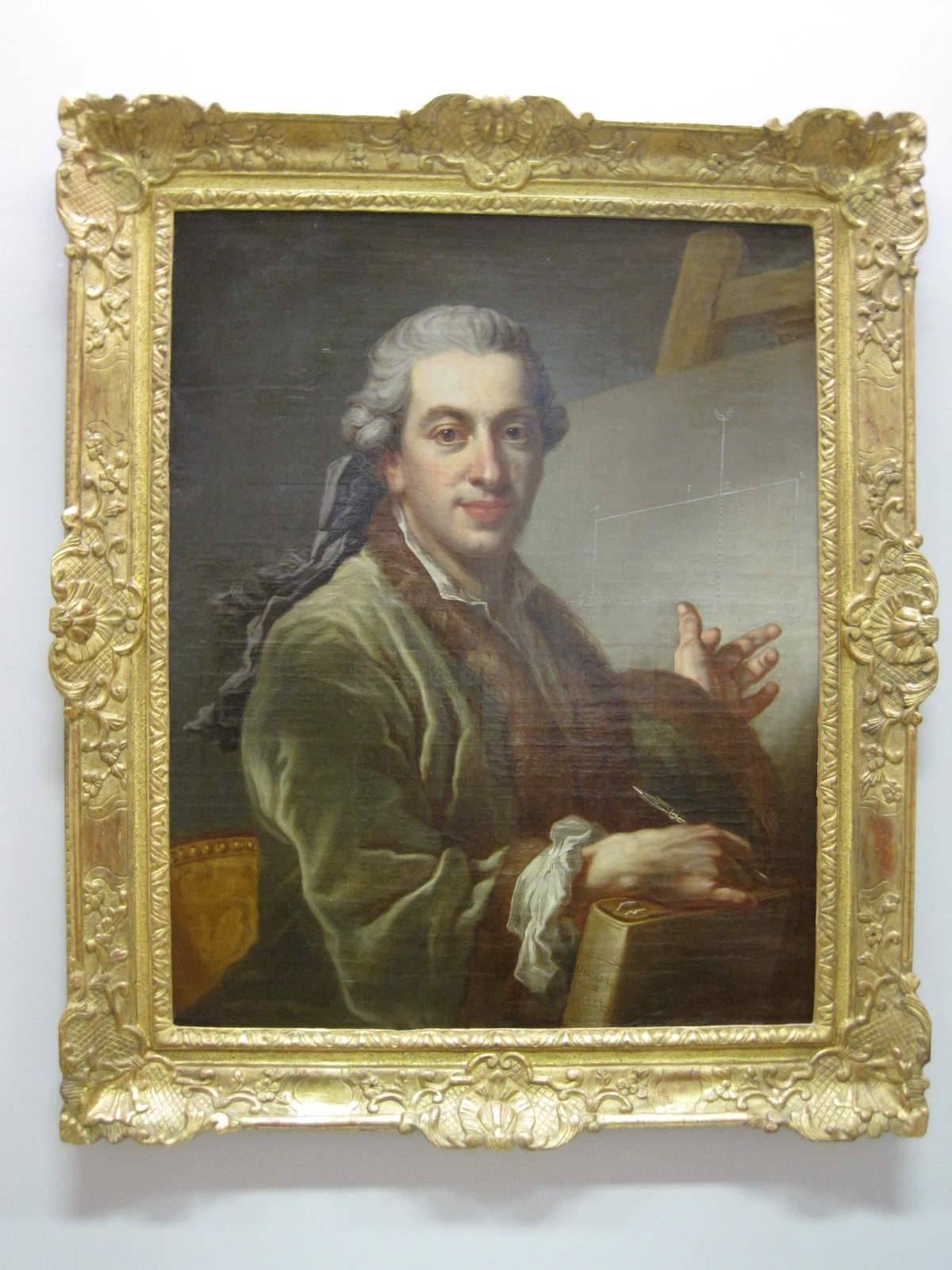
Portrait du mathématicien Pierre-Simon de Laplace, par Johann Julius Heinsius.
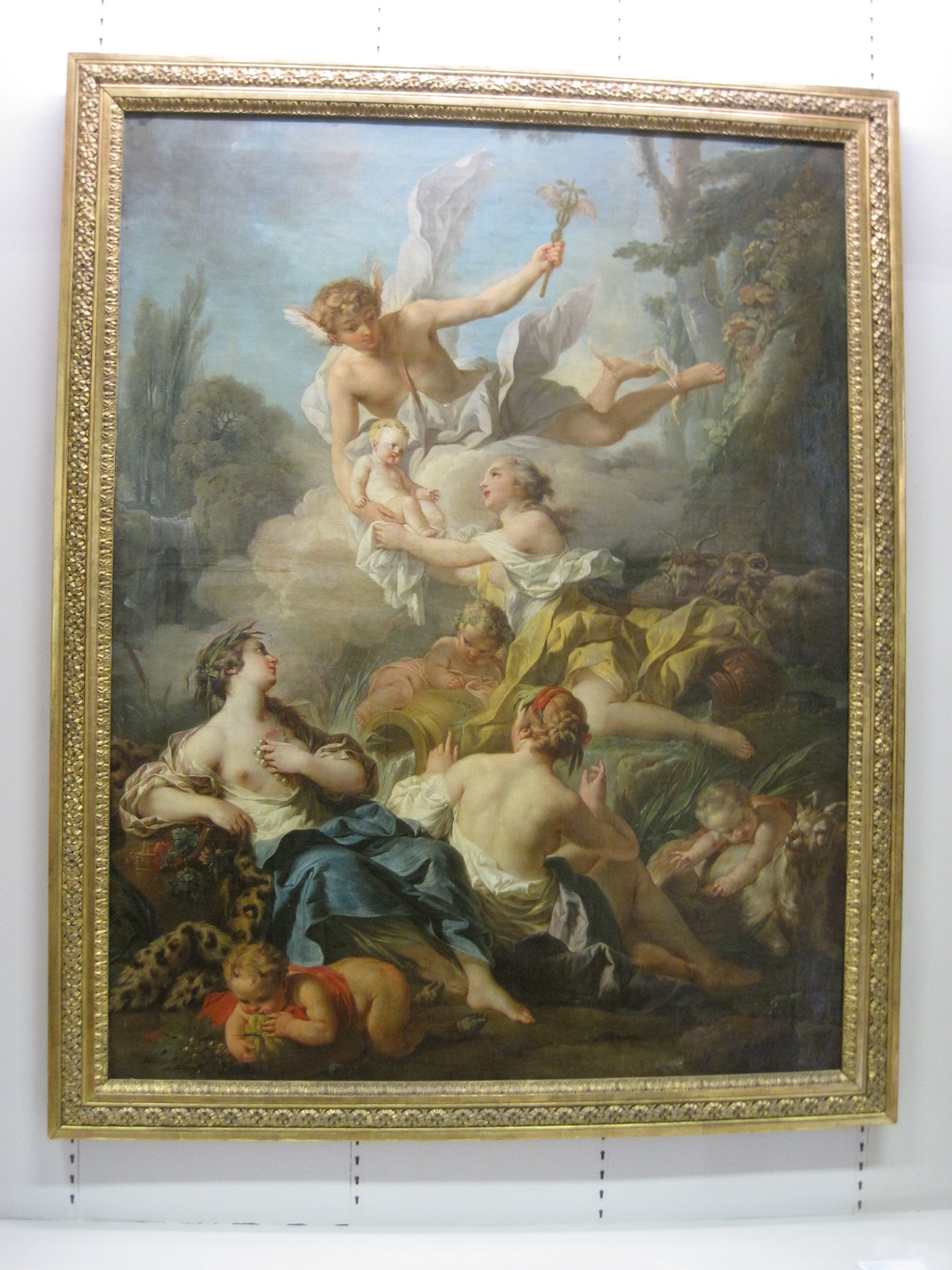
L'Enfance de Bacchus, par Pierre-Charles Le Mettay.
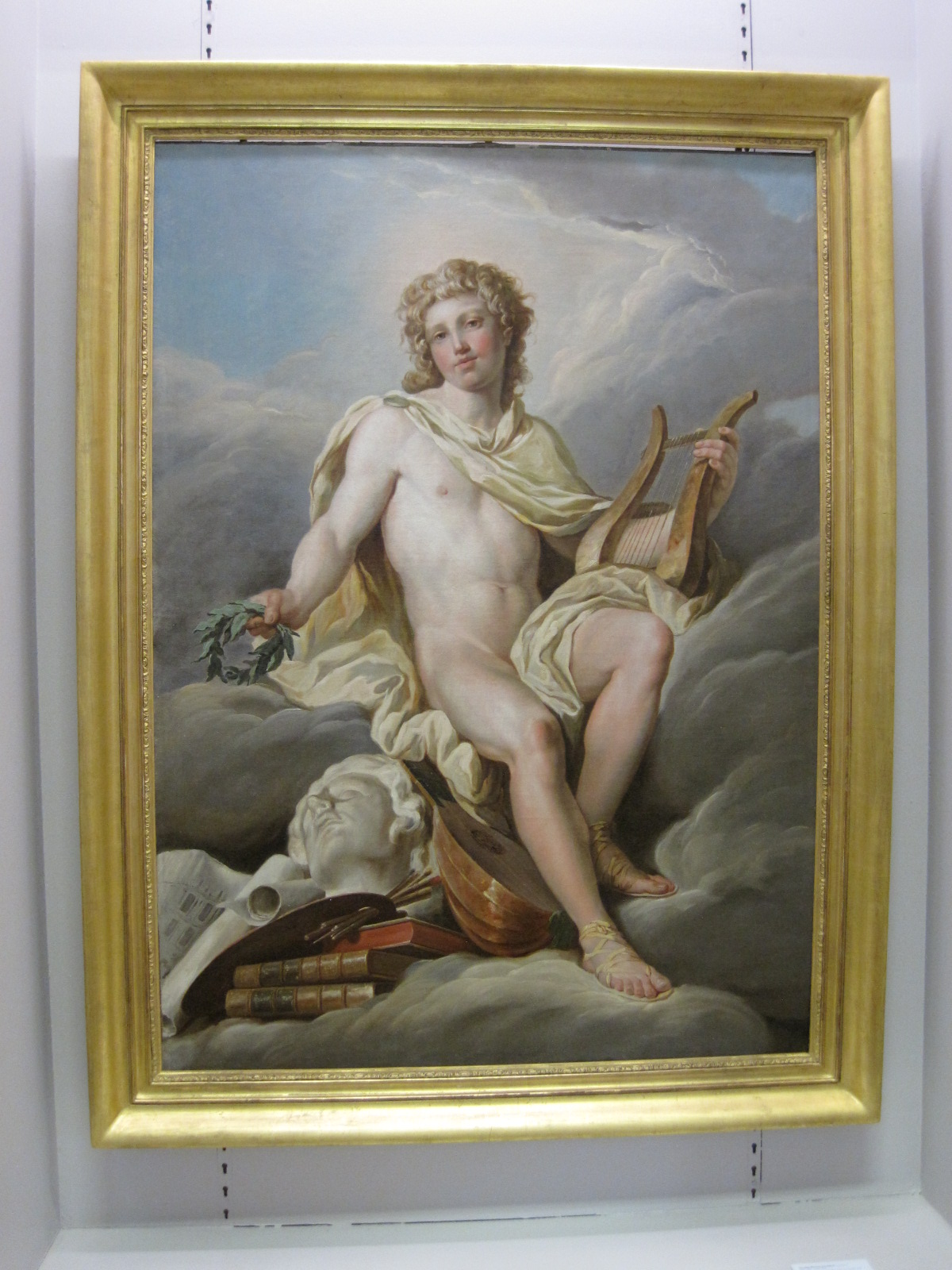
Apollon protecteur des Arts en Louis XV, par Nicolas-Bernard Lépicié.
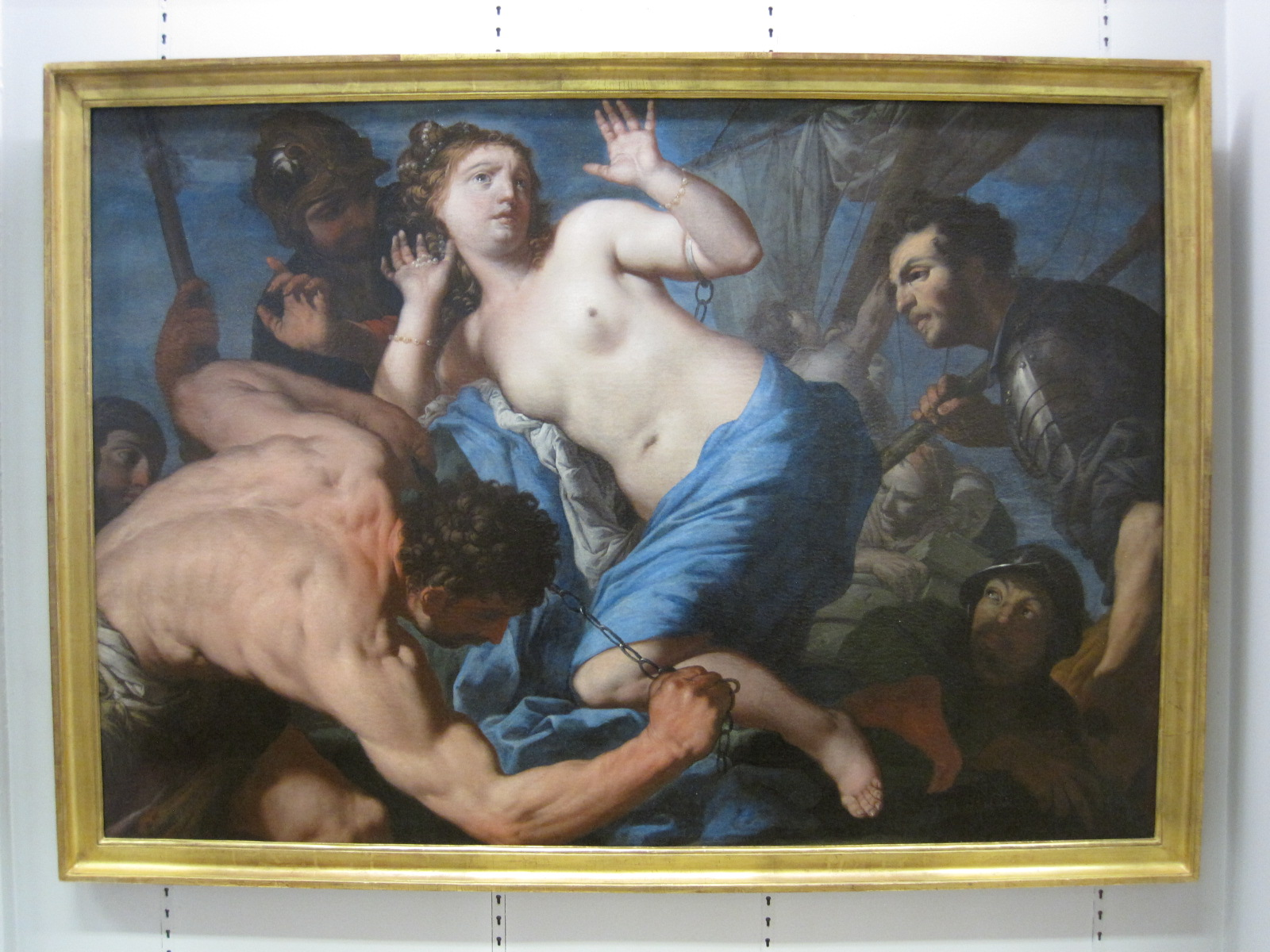
Andromède et Persée, par Pietro Negri.
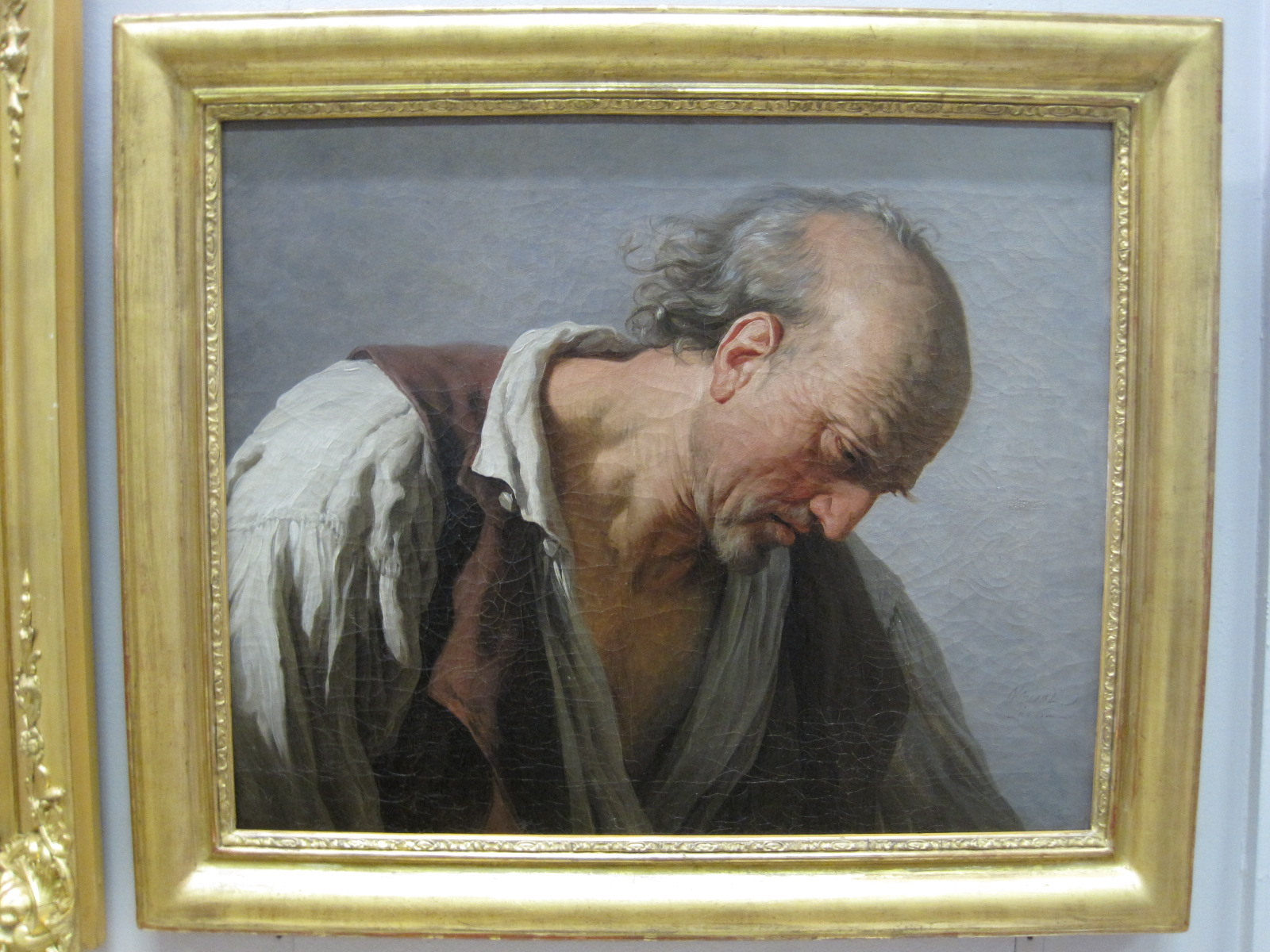
Buste de vieillard, par François-André Vincent.